# Palo Alto Records
Palo Alto Records was een onafhankelijk Amerikaans platenlabel voor jazz uit de jaren tachtig.
Het werd in 1981 opgericht door Jim Benham en was gevestigd in Palo Alto (Californië). De artistieke leiding was in handen van Herb Wong. Op het label verschenen albums van onder meer John Abercrombie met John Scofield, Pepper Adams, Victor Feldman, Jimmy Forrest, Elvin Jones, Sheila Jordan, Mal Waldron en Phil Woods. Op het sublabel TBA Records verscheen elektronische dansmuziek en smooth jazz (bijvoorbeeld van Dianne Reeves). In 1985 stopte het label met zijn activiteiten.